# سایت شوک‌آور
سایت شوک‌آور به وب‌سایتی گفته می‌شود که هدف آن توهین‌آمیز، چندش‌آور یا مشوش‌کردن بازدیدکننده باشد.